# Třída Tripartite
Třída Tripartite (jinak také třída Alkmaar v Nizozemí) je třída minolovek, vyvinutých ve spolupráci Francie, Belgie a Nizozemska. Celkem bylo postaveno 40 jednotek této třídy. Dalšími uživateli třídy se stalo Bulharsko, Indonésie, Lotyšsko, Pákistán a Ukrajina.

## Stavba
Každá z trojice spolupracujících zemí stavěla své vlastní trupy. Francie do nich dodávala část elektroniky a minolovné prostředky, Belgie zbylou elektroniku a Nizozemsko pohonný systém. Celkem bylo postaveno 40 jednotek této třídy. Nizozemsko postavilo 15 jednotek třídy Alkmaar, Belgie 10 jednotek třídy Aster a Francie 11 jednotek třídy Éridan. Další dvě minolovky byly postaveny pro Indonésii a dvě pro Pákistán.
Jednotky třídy Tripartite:
| Jméno                  | Zákazník   | Spuštěna           | Vstup do služby    | Osud |
| ---------------------- | ---------- | ------------------ | ------------------ | --- |
| Éridan (M 641)         | Francie    | 7. března 1979     | 14. dubna 1984     | Vyřazena 13. června 2018. |
| Cassiopée (M 642)      | Francie    | 26. září 1981      | 5. května 1984     | Vyřazena 1. července 2022. |
| Andromède (M 643)      | Francie    | 22. května 1982    | 19. října 1984     | Aktivní. |
| Pégase (M 644)         | Francie    | 23. dubna 1983     | 30. května 1985    | Aktivní. |
| Orion (M 645)          | Francie    | 6. února 1985      | 14. ledna 1986     | Vyřazena 1. července 2023. |
| Croix du Sud (M 646)   | Francie    | 6. února 1985      | 14. listopadu 1986 | Aktivní. |
| L'Aigle (M 647)        | Francie    | 8. března 1986     | 1. července 1987   | Aktivní. |
| Lyre (M 648)           | Francie    | 15. listopadu 1986 | 16. prosince 1987  | Aktivní. |
| Persée (M 649)         | Francie    | 19. března 1988    | 4. listopadu 1988  | Vyřazena 8. července 2009. |
| Sagittaire (M 650)     | Francie    | 14. ledna 1995     | 2. dubna 1996      | Náhrada za stejnojmenné plavidlo prodané Pákistánu, aktivní.                                                                                      |
| Aster (M 915)          | Belgie     | 29. června 1984    | 16. prosince 1985  | Aktivní. |
| Bellis (M 916)         | Belgie     | 22. února 1985     | 13. srpna 1986     | Aktivní. |
| Crocus (M 917)         | Belgie     | 6. srpna 1986      | 5. února 1987      | Aktivní. |
| Dianthus (M 918)       | Belgie     | 18. dubna 1986     | 18. srpna 1987     | Dne 28. srpna 1997 zařazena francouzským námořnictvem jako Capricorne (M 653), aktivní.                                                           |
| Fuchsia (M 919)        | Belgie     | 21. listopadu 1986 | 20. března 1988    | Dne 29. května 1997 zařazena francouzským námořnictvem jako Céphée (M 652), aktivní.                                                              |
| Iris (M 920)           | Belgie     | 19. června 1987    | 3. října 1988      | Dne 28. března 1997 zařazena francouzským námořnictvem jako Verseau (M 651), vyřazena 2010.                                                       |
| Lobelia (M 921)        | Belgie     | 3. února 1988      | 10. května 1989    | Aktivní. |
| Myosotis (M 922)       | Belgie     | 4. října 1988      | 14. prosince 1989  | Vyřazena v březnu 2004, zařazena bulharským námořnitvem jako Tsibar (32), aktivní.                                                                |
| Narcis (M 923)         | Belgie     | 20. června 1989    | 30. března 1991    | Dne 2. června 2025 předán ukrajinskému námořnictvu jako Mariupol (M312). Aktivní.                                                                 |
| Primula (M 924)        | Belgie     | 8. července 1990   | 12. června 1991    | Aktivní. |
| Alkmaar (M 850)        | Nizozemsko | 18. května 1982    | 28. května 1983    | Vyřazena 15. května 2000, zařazena lotyšským námořnictvem jako Rūsiņš (M08).                                                                      |
| Defzijl (M 851)        | Nizozemsko | 30. října 1982     | 17. srpna 1983     | Vyřazena 19. června 2000, zařazena lotyšským námořnictvem jako Visvaldis (M07).                                                                   |
| Dordrecht (M 852)      | Nizozemsko | 12. června 1981    | 16. listopadu 1983 | Vyřazena 5. července 2000, zařazena lotyšským námořnictvem jako Tālivaldis (M06).                                                                 |
| Haarlem (M 853)        | Nizozemsko | 9. července 1983   | 12. dubna 1984     | Vyřazena 29. listopadu 2011. |
| Harlingen (M 854)      | Nizozemsko | 9. července 1983   | 12. dubna 1984     | Vyřazena 1. ledna 2003, zařazena lotyšským námořnictvem jako Imanta (M04).                                                                        |
| Scheveningen (M 855)   | Nizozemsko | 2. prosince 1983   | 18. července 1984  | Vyřazena 1. ledna 2003, zařazena lotyšským námořnictvem jako Viesturs (M05).                                                                      |
| Maasluis (M 856)       | Nizozemsko | 5. května 1984     | 12. prosince 1984  | Vyřazena 9. května 2011. Dne 14. října 2020 zařazena bulharským námořnictvem jako Mesta (31).                                                     |
| Makkum (M 857)         | Nizozemsko | 23. února 1985     | 13. května 1985    | Vyřazena 24. listopadu 2024. Do konce roku 2025 má být předána jako dar ukrajinskému námořnictvu. Nové jméno Heničesk.                            |
| Middelburg (M 858)     | Nizozemsko | 22. listopadu 1986 | 10. prosince 1986  | Vyřazena 14. prosince 2011. |
| Hellevoetsluis (M 859) | Nizozemsko | 22. listopadu 1986 | 20. února 1987     | Vyřazena 14. října 2011. Dne 14. října 2020 zařazena bulharským námořnictvem jako Struma (33).                                                    |
| Schiedam (M 860)       | Nizozemsko | 26. dubna 1986     | 9. července 1986   | Aktivní. |
| Urk (M 861)            | Nizozemsko | 4. října 1986      | 10. prosince 1986  | Vyřazena 22. června 2022. |
| Zierikzee (M 862)      | Nizozemsko | 4. října 1986      | 7. května 1987     | Aktivní. |
| Vlaardingen (M 863)    | Nizozemsko | 10. prosince 1988  | 15. března 1989    | Vyřazena 27. března 2024. Dne 2. června 2025 předán ukrajinskému námořnictvu jako Melitopol (M313). Aktivní.                                      |
| Willemstad (M 864)     | Nizozemsko | 27. ledna 1989     | 20. září 1989      | Aktivní. |
| Pulau Rengat (711)     | Indonésie  | 27. srpna 1987     | 26. března 1988    | Původně postavena pro nizozemské královské námořnictvo jako Vlaardingen (M 863) a v 1985 před dokončením prodána Indonésii, aktivní.              |
| Pulau Rupat (712)      | Indonésie  | 27. srpna 1987     | 26. března 1988    | Původně postavena pro nizozemské královské námořnictvo jako Willemstad (M 864) a v 1985 před dokončením prodána Indonésii, aktivní.               |
| Munsif (166)           | Pákistán   | 1988               | 27. července 1989  | Původně postavena pro francouzské námořnictvo jako Sagittaire (M 650). V září 1992 ji získalo pákistánské námořnictvo jako Munsif (166), aktivní. |
| Muhafiz (167)          | Pákistán   | 1995               | 8. září 1996       | Aktivní. |
| Mujahid (168)          | Pákistán   | 1997               | 9. července 1998   | Aktivní. |

## Konstrukce

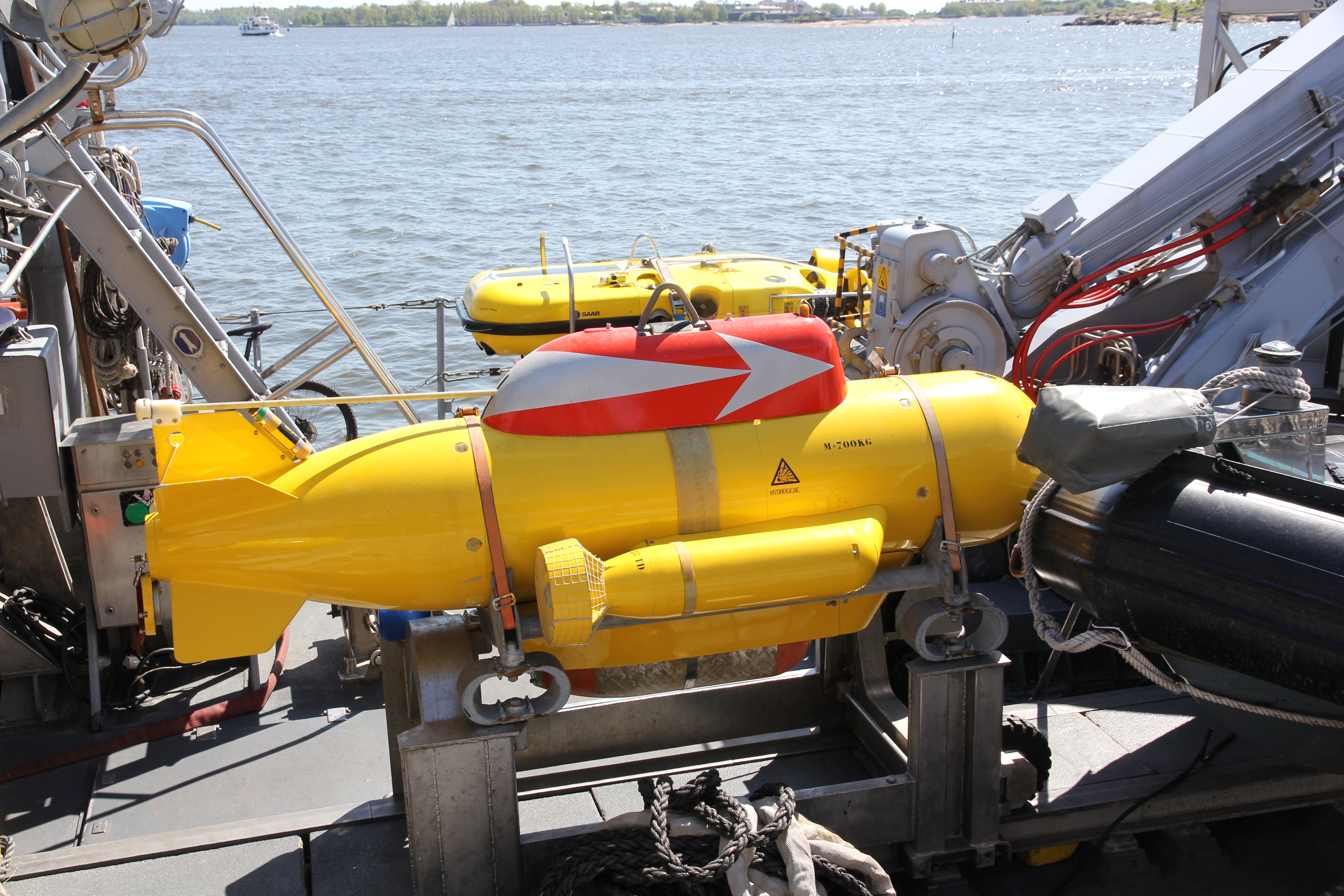
Záď minolovky Cassiopée s minolovnými prostředky PAP 104 (v popředí) a Double Eagle

Trup lodí je z nemagnetických materiálů; tvoří ho polyesterová pryskyřice zesílená skelnými vlákny. Sonar je typu DUBM 21B a navigační radar Decca 1229. K ničení min, které sonar objeví, slouží především dva ponorné prostředky PAP 104. Ty mohou operovat až do hloubky 80 metrů. Na palubě je též vlečné odminovací zařízení a dekompresní komora pro potápěče. Obrannou výzbroj tvoří, u francouzských jednotek, jeden 20mm kanón a dva 12,7mm kulomety. Plavidla ostatních námořnictev nesou odlišnou výzbroj. Lodě pohání jeden diesel typu Brons-Werkspoor RUB 215 V12 o výkonu 1860 bhp, pohánějící jeden lodní šroub se stavitelnými lopatkami. Manévrovací schopnosti zlepšuje jedno příďové dokormidlovací zařízení HOLEC. Nejvyšší rychlost je 15 uzlů. Dosah činí 3000 námořních mil při rychlosti 12 uzlů.

### Modernizace
Tři minolovky lotyšského námořnictva modernizuje společnost ECA Group. Dosavadní minolovný systém nahradí systém UMIS mimo jiné využívající kombinaci podvodních dronů, typ A18-M pro detekci a kombinací dronů Seascan Mk.2 a K-STER C pro identifikaci a likvidaci. Modernizované minolovky mají být dodány v letech 2021, 2023 a 2024.

## Uživatelé
Belgie
- Belgické námořnictvo

 Bulharsko
- Bulharské námořnictvo – Získáno jedno belgické a roku 2020 ještě dvě nizozemská plavidla.

 Francie
- Francouzské námořnictvo

 Indonésie
Indonéské námořnictvo – Roku 1985 získalo dvě minolovky původně rozestavěné pro Nizozemsko.
 Lotyšsko
Lotyšské námořnictvo – V letech 2000–2004 získalo pět původně nizozemských minolovek.
 Nizozemsko
- Nizozemské královské námořnictvo – Získalo celkem patnáct plavidel. Na konci roku 2024 zůstaly ve službě poslední tři. Vyřazená plavidla byla prodána, či darována dalším státům.

 Pákistán
Pákistánské námořnictvo – Roku 1992 získalo jedno plavidlo od Francie.
 Ukrajina
- Ukrajiské námořnictvo – V březnu 2023 nizozemská ministryně obrany Kaisa Ollongren informovala o plánovaném darování dvou minolovek třídy Alkmaar Ukrajině. Země získá roku 2024 vyřazené minolovky Makkum a Vlaardingen. Ukrajině bude darována rovněž belgická minolovka Narcis. Kvůli ruské invazi na Ukrajinu však plavidla nemohou proplout do Černého moře.[8] Minolovky Narcis a Vlaardingen byly Ukrajině předány 2. června 2025. Makkum má následovat do konce roku 2025.[9]